# لئوناردو پیسکولیچی
لئوناردو پیسکولیچی (انگلیسی: Leonardo Pisculichi؛ زادهٔ ۱۸ ژانویهٔ ۱۹۸۴) بازیکن سابق فوتبال اهل آرژانتین است که در پست هافبک تهاجمی بازی می‌کرد. او با ریور پلاته در سال ۲۰۱۴ برنده کوپا سودامریکانا و در سال ۲۰۱۵ برنده کوپا لیبرتادورس شد.
وی همچنین در تیم ملی فوتبال زیر ۲۰ سال آرژانتین بازی کرده‌است.